# Шкодинське
Шко́динське (рос. Шкодинское) — присілок у складі Кетовського району Курганської області, Росія. Входить до складу Колташевської сільської ради.
Населення — 252 особи (2010, 238 у 2002).